# حاتم بن سالم
محمد حاتم بن سالم (ولد في 8 فبراير 1956) هو سياسي ودبلوماسي تونسي، شغل منصب وزير التربية في عهد الرئيس الأسبق زين العابدين بن علي بين عامي 2008 و2011، وفي نفس المنصب في حكومة يوسف الشاهد بين عامي 2017 و2020.

## سيرة
ولد بن سالم في 8 فبراير 1956، وحصل على درجة الدكتوراه في القانون من جامعة باريس. عمل سفيرًا لتونس لدى كل من السنغال (1996 ـ 2000)، ثم غينيا وغامبيا والرأس الأخضر وتركيا ثم بمقر الأمم المتحدة في جنيف.
بن سالم عضو بالمعهد الدولي للدراسات الإستراتيجية في لندن والمعهد الدولي لحقوق الإنسان في ستراسبورغ. عمل بالتدريس في جامعتي لوند بالسويد وغراتس بالنمسا.
عام 2008، عُيّن حاتم بن سالم وزيرا للتربية بعد تحوير وزاري في حكومة محمد الغنوشي، وظل في منصبه حتى أطاحت الثورة التونسية به ضمن نظام الرئيس زين العابدين بن علي.
أعلن رئيس الحكومة يوسف الشاهد الأربعاء 6 سبتمبر 2017، عن تعيين حاتم بن سالم وزيرا للتربية خلفا للوزير المقال «حينها» ناجي جلول. وقد ظل بن سالم وزيرا للتربية حتى عام 2020.
في 14 ديسمبر 2019، إثر استقالة سليم خلبوس، عُيّن وزيراً مؤقتاً للتعليم العالي والبحث العلمي.

## أوسمة
- الصنف الثاني (commandeur). وسام الجمهورية التونسية (2004)[8][9]
- رتبة ضابط (2008[10]) ثم قائد (2009[11]) في وسام 7 نوفمبر 1987.

## مؤلفات
- La Ligue des États arabes, organisation régionale à vocation internationale [جامعة الدول العربية، منظمة إقليمية ذات بعد دولي] (بالفرنسية). ليل: Atelier national de reproduction des thèses. 1985.